# طارق تهامي
طارق مصطفى تهامي، رجل سياسة مصري. هو مدير تحرير جريدة الوفد وعضو مجلس الشيوخ المصري وعضو الهيئة العليا لحزب الوفد ورئيس اللجنة العامة لحزب الوفد بمحافظة الجيزة.

## عن حياته
وُلِدَ في إمبابة داخل محافظة الجيزة في مصر،وينتمى بالجذور لمحافظة الأقصر مركز إسنا، تخرج من كلية الحقوق جامعة القاهرة. تزوج من الكاتبة/ أميرة عبد المعبود(من أشهر مؤلفاتها كتاب أنا والسرطان راجل لراجل) وجنسيتها مصرية، حصلت على ليسانس آداب من جامعة القاهرة.

## أبرز الوظائف التي تم شغلها
كان في منصب رئيس تحرير جريدة الشارع 2009 وحتى 2011 ومن ثم رئيس التحرير التنفيذي لبوابة الوفد الإلكترونية 2016، وبدأ كونه مدير تحرير جريدة الوفد 2017 ومعاه إدارة أكاديمية جريدة الوفد للتدريب والصحافة والإعلام 2017.

## المواقع السياسية
يشغل طارق تهامي مناصب عديدة منها كونه عضو مجلس الشيوخ المصري وعضو الهيئة العليا لحزب الوفد وأيضا رئيس اللجنة العامة لحزب الوفد بمحافظة الجيزة.

## الخبرات وأبرز الإنجازات المهنية
1. حصل على الجائزة الأولى في العمود الصحفى من نقابة الصحفيين عام 2009.
2. حصل على الجائزة الأولى في المقال السياسى من نقابة الصحفيين عام 2014.
3. حصل على الجائزة الثانية في العمود الصحفى من نقابة الصحفيين عام 2014.